# Desa Cimara (administrativ by i Indonesien, lat -6,79, long 108,45)
Desa Cimara är en administrativ by i Indonesien.   Den ligger i provinsen Jawa Barat, i den västra delen av landet, 190 km öster om huvudstaden Jakarta.